# The View UpStairs
The View UpStairs és un musical amb música, lletres i llibre de Max Vernon basat en els fets reals de l'atac incendiari del 1973 al UpStairs Lounge, un bar gai de Nova Orleans. Aquest atac va provocar la mort de 32 persones, l'atac més mortal contra un club gai de la història dels Estats Units abans del tiroteig a una discoteca d'Orlando el 2016. L'espectacle s'inspira i ret homenatge a molts dels clients que freqüentaven el recinte.
L'espectacle d'un acte té una durada aproximada d'1 hora i 45 minuts i s'emmarca completament al saló UpStairs.

## Rerefons
La partitura de l'espectacle va ser composta per Max Vernon el 2013 i es va representar per primera vegada el 24 de juny d'aquell mateix any en un concert amb artistes com Michael McElroy i Nathan Lee Graham (que finalment va originar el paper de Willie), entre d'altres. Després, l'espectacle va entrar en un període de tallers el març del 2016 sota la direcció d'Invisible Wall Productions, amb Scott Ebersold com a director i Matt Augment com a director musical. El repartiment va realitzar un concert benèfic l'11 de juliol de 2016 per a les víctimes i supervivents del tiroteig de la discoteca d'Orlando, amb tots els ingressos destinats a la institució “Equality Florida”.

## Personatges
- Wes : un dissenyador de moda de vint anys des dels nostres dies. Està de moda i franc, però també és conscient d'ell mateix i és insegur en el fons. Esnifa cocaïna de manera recreativa, cosa que pot explicar que de sobte es trobi al saló UpStairs el 1973, on experimenta per primera vegada l'amor i la tragèdia.
- Patrick : un jove corredor que pot semblar innocent al principi, però que és molt més manipulador i dur del que sembla. Patrick utilitza la seva imaginació per crear històries que distreuen les realitats més dures de la seva vida. Wes se n'enamorarà.
- Buddy : un gai de cinquanta anys que està casat i té fills. Buddy és el pianista resident del saló. Tot i que li encanta l'atenció que li presta la comunitat LGTB, també se sent avergonyit i ressentit per una part.
- Willie: un negre de mitjana edat que és un dels patrons més experimentats del saló. De vegades fa de celestina dels altres nois del bar.
- Henri: El bàrman estricte i descarat del saló, Henri és un home de vella escola que no pren cap tonteria. Tot i que pot semblar una mica dur, es preocupa molt per la comunitat del bar i actua com una figura materna.
- Freddy: un treballador de la construcció de dia i la drag queen llatina, Aurora Whorealis, de nit. Té una personalitat exuberant i exquisida i és popular entre tots al bar.
- Inez: mare soltera de mitjana edat de Freddy, sovint també mare dels altres homes del saló. Nascuda a Puerto Rico, va traslladar la seva família als Estats Units quan Freddy encara era petit i és una àvida defensora de la persona de drag de Freddy.
- Richard: el sacerdot de l'Església de la Comunitat Metropolitana (LGBT) que fa sermons al bar. El nom de "Rita Mae" s'utilitza quan una dona interpreta a Richard.
- Dale:: el piròman (basat en Roger Nunez), un cercador d'atenció gelós i radical en la seva política sexual. Ha experimentat moltes dificultats per part de la societat i, en conseqüència, és amarg i ressentit.
- Cop: un policia altament corrupte, violent i homòfob el 1973. I, si bé encara és sever en els nostres dies, el nou policia té més sentit de l'humor i sembla que valora més la justícia que el seu homòleg de 1973.
- Agent immobiliari : l'agent immobiliari fals i poc fiable que ven Wes el lloc cremat del saló UpStairs.[5][6]

## Produccions
The View UpStairs va ser produït per primera vegada a l'Off-Broadway per Invisible Wall Productions, i també va estar sota la direcció de Scott Ebersold. Va començar les prèvies el 15 de febrer de 2017 al Lynn Redgrave Theater de Nova York i es va estrenar oficialment el 26 de febrer, abans de tancar el 21 de maig de 2017. Des de llavors ha rebut una estrena regional a Richmond, Virginia i Los Angeles.
L'espectacle es va estrenar internacionalment al Hayes Theatre de Sydney, Austràlia, sota la direcció de Shaun Rennie. L'espectacle es va presentar com a part de les celebracions del 40è aniversari del Mardi Gras gai i lèsbic de Sydney i es va iniciar la visualització prèvia el 8 de febrer de 2018 abans d'obrir-se l'11 de febrer. La temporada de 33 representacions amb ple absolut es va concloure l'11 de març de 2018.
Després de l'èxit de produccions anteriors del musical, es van programar diverses produccions regionals dels Estats Units per a la temporada 2018-2019, incloses:
- Producció del Circle Theatre a Chicago del 22 de juny al 22 de juliol de 2018[9]
- Producció de Out Front Theatre Company a Atlanta del 25 d'octubre al 19 de novembre de 2018[10]
- Producció de Desert Rose Playhouse a Palm Springs del 8 al 29 de març de 2019[11]
- Producció de la Conservatory Theatre Company a San Francisco del 10 de maig al 9 de juny de 2019[12]
- Producció de Good Company Theatre a Ogden del 7 al 23 de juny de 2019[13]
- Producció de Uptown Players a Dallas del 21 de juny al 7 de juliol de 2019[14]
- Producció de SpeakEasy Stage Company a Boston del 31 de maig al 22 de juny de 2019[15]
- Producció d'Evolution Theatre Inc a Columbus del 17 al 27 de juliol de 2019[16]

Es va anunciar que l'espectacle tindrà la seva estrena europea al Soho Theatre de Londres. Aquesta producció va ser dirigida per Jonathan O'Boyle i es va estendre del 18 de juliol al 24 d'agost de 2019.

## Repartiments originals
| Personatge         | Off-Broadway      | Sydney          | Londres                   |
| ------------------ | ----------------- | --------------- | ------------------------- |
| Wes                | Jeremy Pope       | Henry Brett     | Tyrone Huntley            |
| Henri              | Frenchie Davis    | Markesha McCoy  | Carly Mercedes Dyer       |
| Freddy             | Michael Longoria  | Ryan Gonzalez   | Garry Lee                 |
| Inez               | Nancy Ticotin     | Martelle Hammer | Victoria Hamilton-Barritt |
| Richard / Rita Mae | Benjamin Howes    | Thomas Campbell | Joseph Prouse             |
| Buddy              | Randy Redd        | Anthony Harkin  | John Partridge            |
| Dale               | Ben Mayne         | David Hooley    | Declan Bennett            |
| Patrick            | Taylor Frey       | Stephen Madsen  | Andy Mientus              |
| Willie             | Nathan Lee Graham | Madison McKoy   | Cedric Neal               |
| Cop(s)             | Richard E. Waits  | Nick Eroll      | Derek Hagen               |
| Realtor            | Nancy Ticotin     | Martelle Hammer | Derek Hagen               |

## Cançons
L'enregistrament del repartiment original de l'Off-Broadway va ser publicat l'11 d'agost del 2017.
1. Some Kind of Paradise
2. #householdname
3. Lost or Found?
4. What I Did Today
5. Are You Listening, God?
6. World Outside These Walls
7. Completely Overdone
8. The Future is Great!!!!
9. Waltz (Endless Night)
10. Sex on Legs
11. Better Than Silence
12. The Most Important Thing
13. Crazy Notion
14. Theme Song
15. The View UpStairs
16. Bonus Track: And I Wish
17. Bonus Track: Dead Center
18. Bonus Track: I Was Meant For More

## Premis i nominacions

### Producció original de l'Off-Broadway
Source: Lortel.org
| Any  | Premi                         | Categoria                                      | Nominat           | Resultat |
| ---- | ----------------------------- | ---------------------------------------------- | ----------------- | -------- |
| 2017 | Premi Drama Desk              | Escenografia de musical més destacada          | Jason Sherwood    | Nominat  |
| 2017 | Premi Drama Desk              | Vestuari més destacat                          | Anita Yavich      | Nominat  |
| 2017 | Premi Drama Desk              | Perruqueria més destacada                      | Jason Hayes       | Nominat  |
| 2017 | Premis Alliance Off Broadway  | Millor musical                                 | The View UpStairs | Nominat  |
| 2017 | Premi Audelco                 | Director/Producció musical                     | Scott Ebersold    | Nominat  |
| 2017 | Premi Audelco                 | Actuació masculina més destacada en un musical | Nathan Lee Graham | Nominat  |
| 2017 | Premi Audelco                 | Director musical més destacat                  | James Dobinson    | Nominat  |
| 2017 | Premi Audelco                 | Producció musical de l'any                     | The View UpStairs | Nominat  |
| 2017 | Premi Lortel                  | Actor de repartiment més destacat a un musical | Nathan Lee Graham | Nominat  |
| 2017 | Premi Lortel                  | Escenografia més destacada                     | Jason Sherwood    | Nominat  |
| 2017 | Premis al disseny Henry Hewes | Escenografia                                   | Jason Sherwood    | Nominat  |
| 2017 | Premis al disseny Henry Hewes | Vestuari                                       | Anita Yavich      | Nominat  |

### Producció de Sydney
| Any  | Premi                                     | Categoria                                                               | Nominat           | Resultat |
| ---- | ----------------------------------------- | ----------------------------------------------------------------------- | ----------------- | -------- |
| 2018 | Premis Sydney Theatre                     | Millor Production de musical                                            | The View UpStairs | Nominat  |
| 2018 | Premis Sydney Theatre                     | Millor Direcció de musical                                              | Shaun Rennie      | Nominat  |
| 2018 | Premis Sydney Theatre                     | Millor disseny d'il·luminació d'una producció independent               | Trent Suidgeest   | Nominat  |
| 2018 | Premis Sydney Theatre                     | Millor disseny d'escenografia d'una producció independent               | Isabel Hudson     | Nominat  |
| 2018 | Premis BroadwayWorld                      |                                                                         |                   |          |
| 2018 | Millor Musical                            | The View UpStairs                                                       | Nominat           |          |
| 2018 | Millor Director/Musical                   | Shaun Rennie                                                            | Nominat           |          |
| 2018 | Millor Actor a un musical                 | Henry Brett                                                             | Nominat           |          |
| 2018 | Millor actor de repartiment a un musical  | Ryan Gonzalez                                                           | Nominat           |          |
| 2018 | Millor actor de repartiment a un musical  | Stephen Madsen                                                          | Nominat           |          |
| 2018 | Millor actriu de repartiment a un musical | Markesha McCoy                                                          | Nominat           |          |
| 2018 | Millor actuació de conjunt a un musical   | The View UpStairs                                                       | Nominat           |          |
| 2018 | Millor escenografia                       | Isabel Hudson                                                           | Nominat           |          |
| 2018 | Millor il·luminació                       | Trent Suidgeest                                                         | Nominat           |          |
| 2018 | Millor disseny de so                      | Neil Mcclean                                                            | Nominat           |          |
| 2018 | Millor vestuari                           | Anita Yavich                                                            | Nominat           |          |
| 2018 | Premis Glugs Awards                       | Premi memorial Stuart Wagstaff Memorial a la direcció més més destacada | Shaun Rennie      | Nominat  |